# تانغ دا وو
تانغ دا وو (بالإنجليزية: Tang Da Wu)‏ هو رسام سنغافوري، ولد في 1943 في سنغافورة.